# Фувал
Фувал (ивр. תובל‎ тубал; др.-греч. Θοβέλ; лат. Thubal) — согласно Книге Бытия пятый сын Иафета, внук Ноя (Быт. 10:2).

## Библейские и апокрифические источники
Книга Юбилеев локализует его потомков вблизи удела Луда (Лидия) — на северо-западе Турции. Упоминается также в книге Иезекиля «Иован, Фувал и Мешех торговали с тобою (Тиром), выменивая товары твои на души человеческие и медную посуду» (Иез. 27:13).
На территории Малой Азии существовало позднехеттское государство Табал.
В ассирийских надписях XII и IX веков до н. э. упоминается «земля Табал», граничащая с Мушки (Мешех), в юго-восточной части Малой Азии, к западу от Ассирии.
В Книге праведного упомянуты сыновья Фувала (Тубала): Арифи (Арпи), Кесид (Кесед) и Таари.

## Древние тексты
Армянские историки Ованес Драсханакертци и Мовсес Каланкатуаци полагали что потомками Фувала были фессалийцы, обитатели северо-востока Эллады — Фессалии.
Ненний называет потомками Фувала иберов, испанцев и италийцев. Иосиф Флавий называет их фовелийцами, при этом отмечает что их современное название — иберы.
К потомкам Фувала также причисляли тибаренов (др.-греч. Τιβαρηνοί) обитавших вместе с народом мосхов на юго-восточном побережье Чёрного моря, на территории которого, по Геродоту, находилась 19-я сатрапия империи Дария.